# 1815
Cette page concerne l'année 1815 (MDCCCXV en chiffres romains) du calendrier grégorien. Pour l'année 1815 av. J.-C., voir 1815 av. J.-C.
L'année 1815 est une année commune qui commence un dimanche.

## Événements

### Afrique
- 8 février : interdiction du commerce des esclaves par les puissances européennes réunies à Vienne grâce à l’intervention de Castlereagh[1]. Les navires de guerre français et britanniques sont autorisés à intercepter les navires suspects, à les contrôler et à juger et condamner, pour piraterie, les équipages des bateaux négriers. La traite persiste cependant.

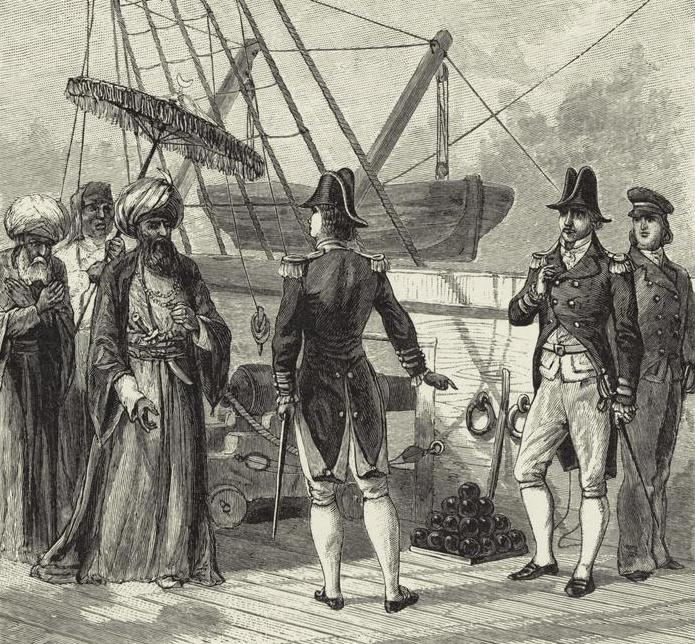
Seconde guerre barbaresque. Le commandant de l'escadre américaine Decatur et le dey d'Alger.

- 3 mars : les États-Unis déclarent la guerre à la régence d'Alger. Début de la seconde guerre barbaresque[2].
- 6 avril : les Britanniques rétrocèdent l'île Bourbon à la France[3].
- 7 avril : Omar Agha devient dey d'Alger[4].
- 17 juin : victoire américaine sur Alger à la bataille du cap Gata[2].
- 19 juin : victoire américaine sur Alger à la bataille du cap Palos[2].
- 30 juin : capitulation du Dey d'Alger Omar Agha[2]. Un accord est signé le 3 juillet entre la régence d'Alger et les États-Unis, qui obtiennent un traité de commerce après avoir fait bombarder Alger par leur flotte[5]. Peu après, Français et Britanniques tentent une démarche pacifique auprès du dey d’Alger pour qu’il supprime la piraterie, mais cette ambassade est un échec.
- 19 septembre : mort à Fès d’Abdul Abbas Ahmed el-Tijânî, fondateur de la confrérie des Tijânî, représentée en Afrique du Nord ainsi qu’au sud du Sahara[6]. L’installation de la confrérie à Fès avait été encouragée par le sultan Mulay Slimane. Soucieux de réduire l’influence des autres confréries, ce dernier s’oppose aux marabouts et envoie une expédition dans la région du Haouz contre la Zawiyya de Cherrada. Les tijânî rencontrent la sympathie de la bourgeoisie et du makhzen (gouvernement).
- 15 octobre : razzia sur Sant'Antioco ; 158 personnes sont faites prisonnières par les pirates tunisiens[7]. Deux semaines plus tard, sur proposition du Piémont-Sardaigne, le congrès de Vienne condamne que la course barbaresque et l'esclavage des chrétiens[8].
- Troubles dans plusieurs provinces de l’empire de Sokoto. Les Haoussa, encouragés par les Touareg de l’Aïr et par le souverain du Kanem-Bornou, rejettent l’islam. Mohammed Bello rétablit le calme[9].
- Nabiembali (règne 1815-1860) fonde le royaume Mangbetu au nord-est du Congo actuel, et occupe la région entre la rivière Uele au nord, le pays des Makere à l’ouest et sur une grande partie des terres des Mamvu à l’est. Il contrôle les ethnies locales en faisant féconder systématiquement par les siens des femmes indigènes, dont les fils s’implanteront dans leurs milieux maternels respectifs, représentant l’autorité mangbetu[10].

### Amérique

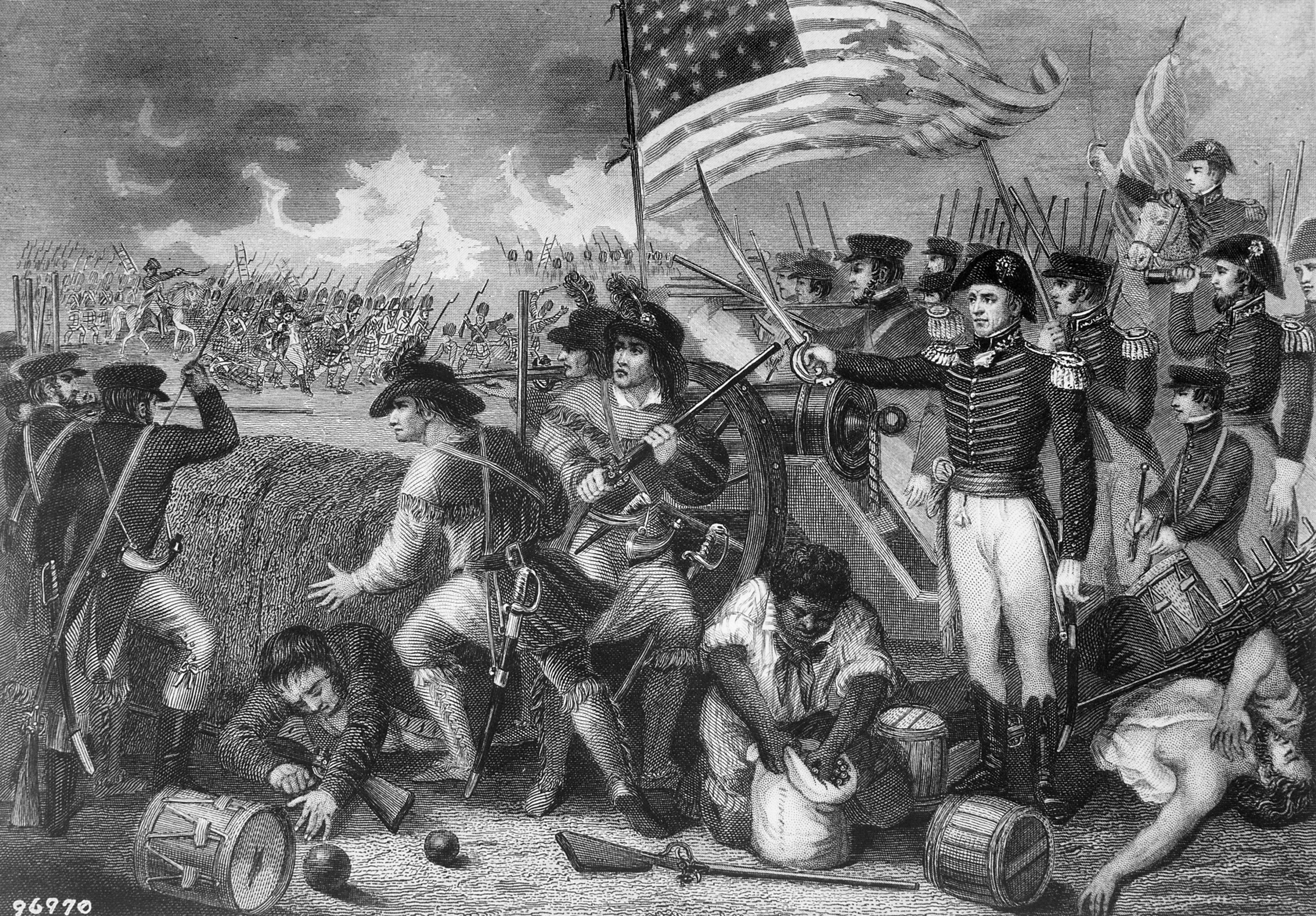
8 janvier : bataille de La Nouvelle-Orléans

- 8 janvier : victoire des Américains sur les Britanniques à la bataille de La Nouvelle-Orléans (la signature du traité de Gand n’étant pas encore connue outre-Atlantique)[11].
- 10 janvier : victoire des indépendantistes à la bataille de Guayabos en Uruguay : Montevideo est évacué par les troupes centralistes de Buenos Aires le 15 février[12].
- 4 avril : une flotte espagnole sous le commandement de Pablo Morillo, partie de Cadix le 18 février, débarque au Venezuela et commence la reconquête de la Nouvelle-Grenade[13].
- 18 juin : le colonel Eugène Édouard Boyer de Peyreleau fait proclamer le gouvernement impérial à la Guadeloupe le jour même de Waterloo. Les Britanniques attaquent l'île qui capitule le 10 août[14].
- 5 juillet : victoire des patriotes de la Nouvelle-Grenade sur les Espagnols à la bataille du río Palo[15].
- 6 juillet : victoire navale des patriotes de la Nouvelle-Grenade sur les Espagnols au combat de Tolú[16].
- 18 juillet - 16 septembre : traités de Portage des Sioux[17]. Accords entre le gouvernement américain et les Indiens, qui obtiennent le droit d’exploiter les actuels territoires du Wisconsin, Minnesota, Iowa, Missouri, Wyoming, Montana et Dakota.
- 17 août - 5 décembre, reconquête espagnole de la Nouvelle-Grenade : siège et prise de Carthagène des Indes par le corps expéditionnaire espagnol de Pablo Morillo[18].
- 5 novembre : victoire espagnole sur les insurgés mexicains à la bataille de Temalaca. Le général José María Morelos est fait prisonnier et fusillé le 22 décembre[19].
- 28 novembre, Guerre d'indépendance de l'Argentine : victoire espagnole sur les patriotes du Río de la Plata à la bataille de Sipe-Sipe, en Bolivie[20].
- 16 décembre : décret fondant le Royaume-Uni du Portugal, des Algarves et du Brésil[21]. Le Portugal donne son indépendance au royaume du Brésil (1815-1822). Il conserve jusqu’en 1832 les monopoles du bois brésil et du diamant.

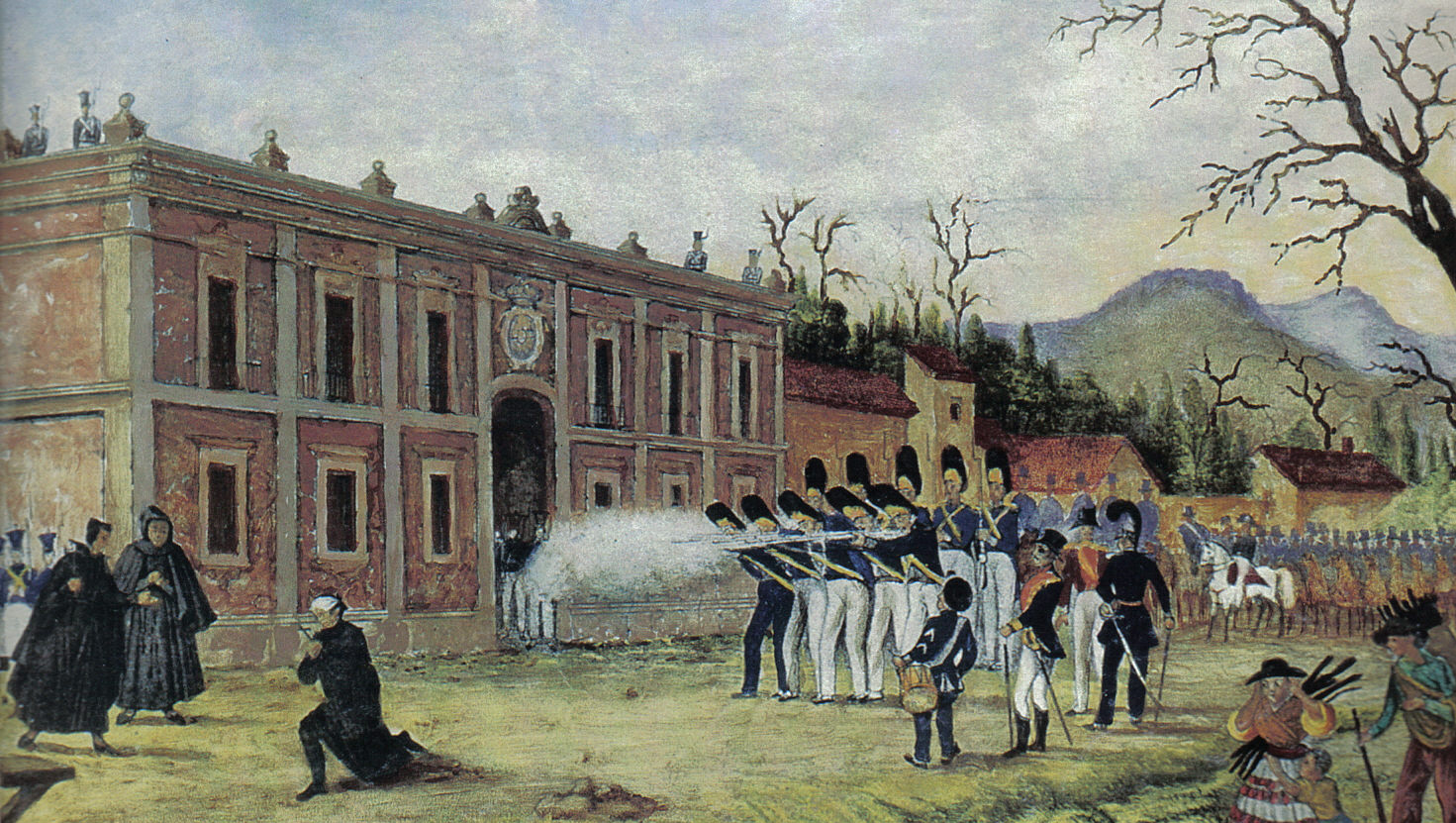
22 décembre : exécution de Morelos

- 22 décembre : José Maria Morelos y Pavon, généralissime des forces insurgées de la révolution mexicaine de 1810 après la mort de Miguel Hidalgo y Costilla, est fusillé à San Cristobal Ecatepec. Les Espagnols, soutenus par les criollos (créoles), achèvent la reconquête du pays[19].

### Asie
- 10 janvier, Arabie : les Wahhabites sont battus par les Égyptiens Koulakh, près de Gonfodah. Méhémet Ali les contraint à la paix[22].
- 18 février :  à Ceylan, les Britanniques défont le roi de Kandy, affaiblit par la fronde d’une fraction de l’aristocratie contre la monarchie passée aux mains d’une dynastie originaire du sud de l’Inde. Ils s’emparent de l'île après la signature de la convention de Kandy, le 2 mars (fin en 1816)[23].

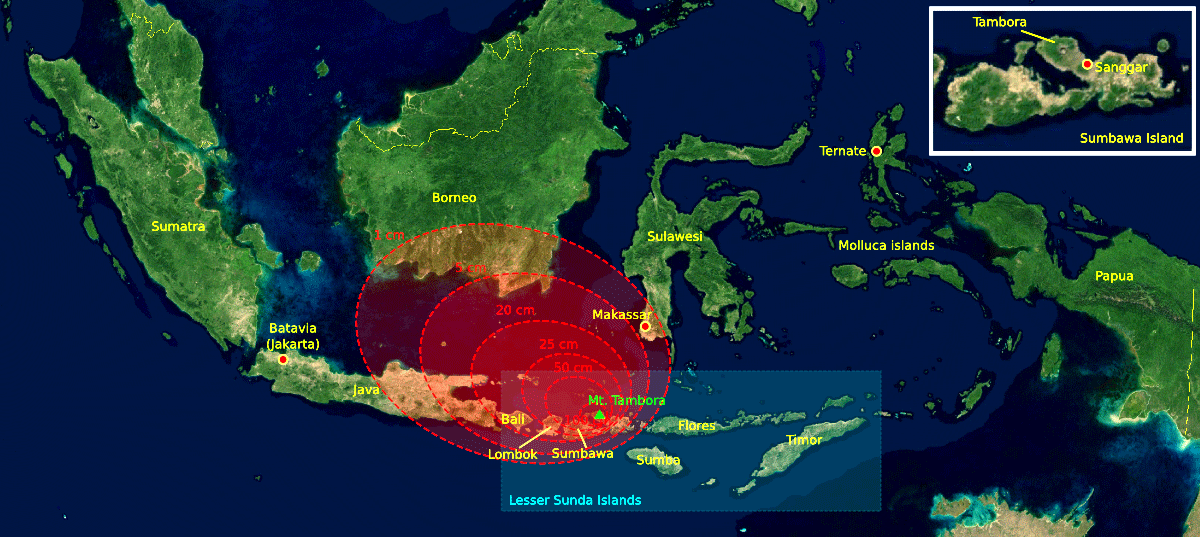
5-10 avril : épaisseur des retombées de cendres après l'explosion du Tambora. C'est la plus gigantesque éruption connue qui fait environ 120000 victimes sur place. Les cendres sont projetées à près de 44 km d'altitude dans la stratosphère (voir les travaux du climatologue américain Michael Chenoweth et du volcanologue islandais Haraldur Sigurðsson).

- 5 - 10 avril : éruption volcanique du volcan Tambora, de l'île de Sumbawa en Indonésie[24], 90 % de la population de l'île meurt (60 000 morts[25]). L'éruption cause des anomalies climatiques tout autour du monde. Le volcan projette une grande quantité de cendres dans l’atmosphère, ce qui provoque une baisse de température et des récoltes médiocres en 1816. En Nouvelle-Angleterre, cette année est connue comme l'année sans été. 200 000 victimes de la faim en Europe.
- 18 mai : l'évêque missionnaire de Chine Gabriel-Taurin Dufresse est arrêté à la suite de l'édit général de persécution contre les chrétiens en Chine. Il est exécuté le 14 septembre.
- Abolition du « Galion de Manille » qui liait l’archipel des Philippines aux colonies espagnoles d’Amérique, désormais en rébellion contre l'Espagne, en particulier le Mexique avec Acapulco, port de destination de ce navire[26].
- Chine : le gouvernement publie des règlements autorisant les fonctionnaires à se rendre à bord des navires étrangers pour y chercher l’opium[27]. La contrebande et la corruption des administrateurs permettent aux britanniques de continuer leur commerce.

### Europe
- 3 janvier : le Royaume-Uni, la France et l’Autriche signent à Vienne un traité secret d’alliance qui garantit le rétablissement dans leurs droits des anciennes dynasties régnantes[28].
- 8 février : le congrès de Vienne condamne la traite des Noirs[1].
- 1er mars : Napoléon débarque à Golfe-Juan. Début des Cent-Jours en France (fin le 18 juin)[29].
- 13 mars : le congrès de Vienne déclare Napoléon hors la loi[30]. Début de la Septième Coalition.
- 24 mars : le congrès de Vienne accorde la liberté de navigation sur les fleuves qui traversent plusieurs États ou constituent une frontière entre des pays[31].
- 30 mars : proclamation de Rimini. Joachim Murat appelle les Italiens à se soulever contre le joug autrichien. Début de la Guerre napolitaine[32].
- 3 avril : victoire de Murat sur les Autrichiens à la bataille du Panaro. Il entre à Bologne[32]. Les Napolitains avancent sur Modène.
- 7 avril : création du royaume lombard-vénitien[33].
- 8 avril - 3 mai : contre-offensive autrichienne dans la guerre napolitaine[34].
- 23 avril (11 avril du calendrier julien), Takovo : début de la seconde révolte serbe de Milos Obrenovic contre le pouvoir ottoman soutenue par la Russie (fin en 1817)[35].
- 2 - 3 mai : victoire autrichienne décisive sur Joachim Murat, roi de Naples à la bataille de Tolentino[36] . Apprenant la défaite de Carrascosa à Scapezzano (1er mai), Murat ordonne la retraite.
- 3 mai : ville libre de Cracovie[37].
- 5 mai : une flotte anglo-autrichienne assiège Ancône. La garnison napolitaine est faite prisonnière[38] .
- 15 mai : la Prusse crée le grand-duché de Posen, territoire autonome administré par un vice-roi, le prince Antoine Radziwill, assisté d’un gouverneur[39]. Le code Napoléon y est remplacé par le droit prussien. Une diète provinciale (Landstag) est élue au suffrage indirect, qui donne une majorité aux Polonais. En Prusse-Occidentale, les Polonais, qui représentent de 40 % à 50 % de la population, ne disposent d’aucun droit spécial. La germanisation se réalise par le biais de l’administration et de la propriété du sol, les domaines polonais passant dans des mains allemandes.
- 15 - 17 mai : victoire autrichienne sur les Napolitains à la bataille de San Germano[40] .
- 20 mai : le traité de Casalanza (it) met fin à la guerre napolitaine et au règne de Joachim Murat[41] .

- 4 juin : entrevue à Heilbronn entre Alexandre Ier de Russie et Barbara de Krüdener, la « baronne mystique »[42], qui le persuade qu’il est chargé de la mission de restaurer la chrétienté unie.
- 8 juin : adoption de l’acte confédéral allemand. Création de la Confédération germanique[43].

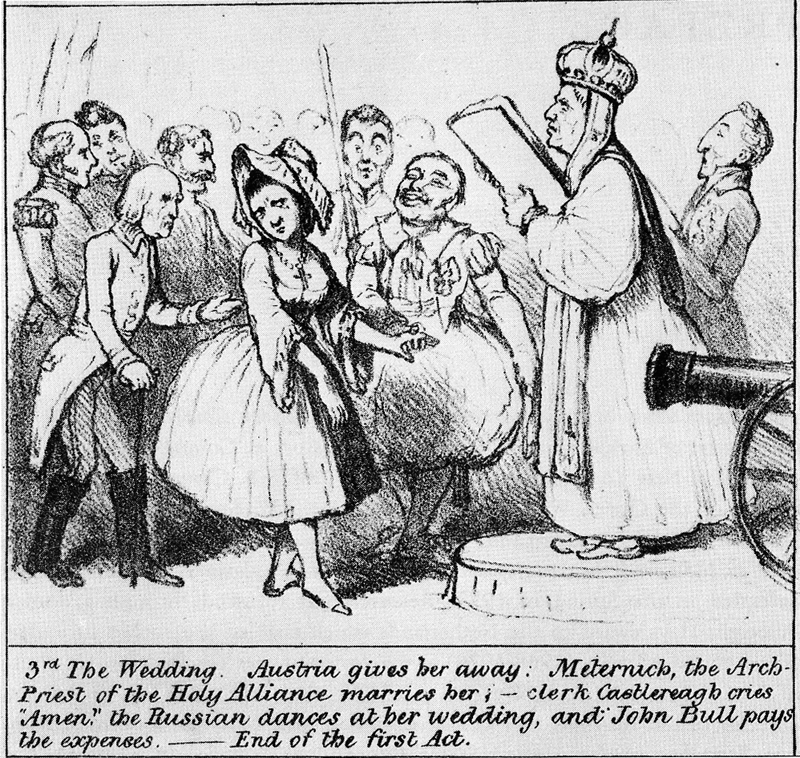
9 juin, traité de Vienne : le mariage de la Belgique et des Pays-Bas, dessin de Robert Seymour, British Museum

- 9 juin (28 mai du calendrier julien) : traité de Vienne signé à l'issue du congrès de Vienne conduit par l’homme d’État autrichien, le prince Clément de Metternich. Il fixe les nouvelles frontières de l’Europe[44]. Son principal succès est de rétablir un équilibre des puissances en Europe, ce qui a pour conséquence de maintenir la paix sur le continent pendant presque quarante ans.
  - La Belgique actuelle est intégrée au royaume des Pays-Bas[45].
  - Le royaume de Galicie est créé et intégré à l’Autriche. Création du royaume du Congrès, état autonome sous tutelle russe, et de la ville libre de Cracovie. Le titre de grand-duc de Lituanie est attribué aux tsars[44]. La domination russe sur la Finlande et la Bessarabie est légitimée.
  - L’Italie est divisée en huit États : royaume de Sardaigne, royaume lombardo-vénitien, duchés de Parme, Modène et Lucques, Grand-duché de Toscane, États pontificaux et royaume des Deux-Siciles ; Gênes est annexé par la maison de Savoie, Venise par l’Autriche[32].
  - Le Royaume-Uni, représenté par Wellington et Castlereagh, conserve la province du Cap en Afrique du Sud, Ceylan (l’actuel Sri Lanka), l’île Maurice et les Seychelles, la Guyane britannique, Tobago, Trinité, Heligoland, Malte et un protectorat sur les îles Ioniennes (1815-1863). La conception britannique d’un nécessaire équilibre des puissances en Europe triomphe[46]. Prépondérance maritime du Royaume-Uni, dont les frontières sont garanties définitivement contre la menace française.
- 15 juin : bal de la Duchesse de Richmond[47].
- 16 juin : bataille de Ligny et bataille des Quatre Bras. Début de la campagne de Belgique[47].
- 18 juin : défaite de Napoléon à la bataille de Waterloo[29].
- 22 juin : Napoléon abdique pour la seconde fois et proclame son fils sous le nom de Napoléon II[48].
- Juin - septembre : « terreur blanche » en France exercée par les bandes royalistes contre les partisans de la Révolution ou de l'Empire[49].
- 8 juillet : Louis XVIII est de retour à Paris (seconde Restauration)[29].
- 14 - 22 août : élection en France de la « Chambre introuvable » dominée par les ultra-royalistes[50].

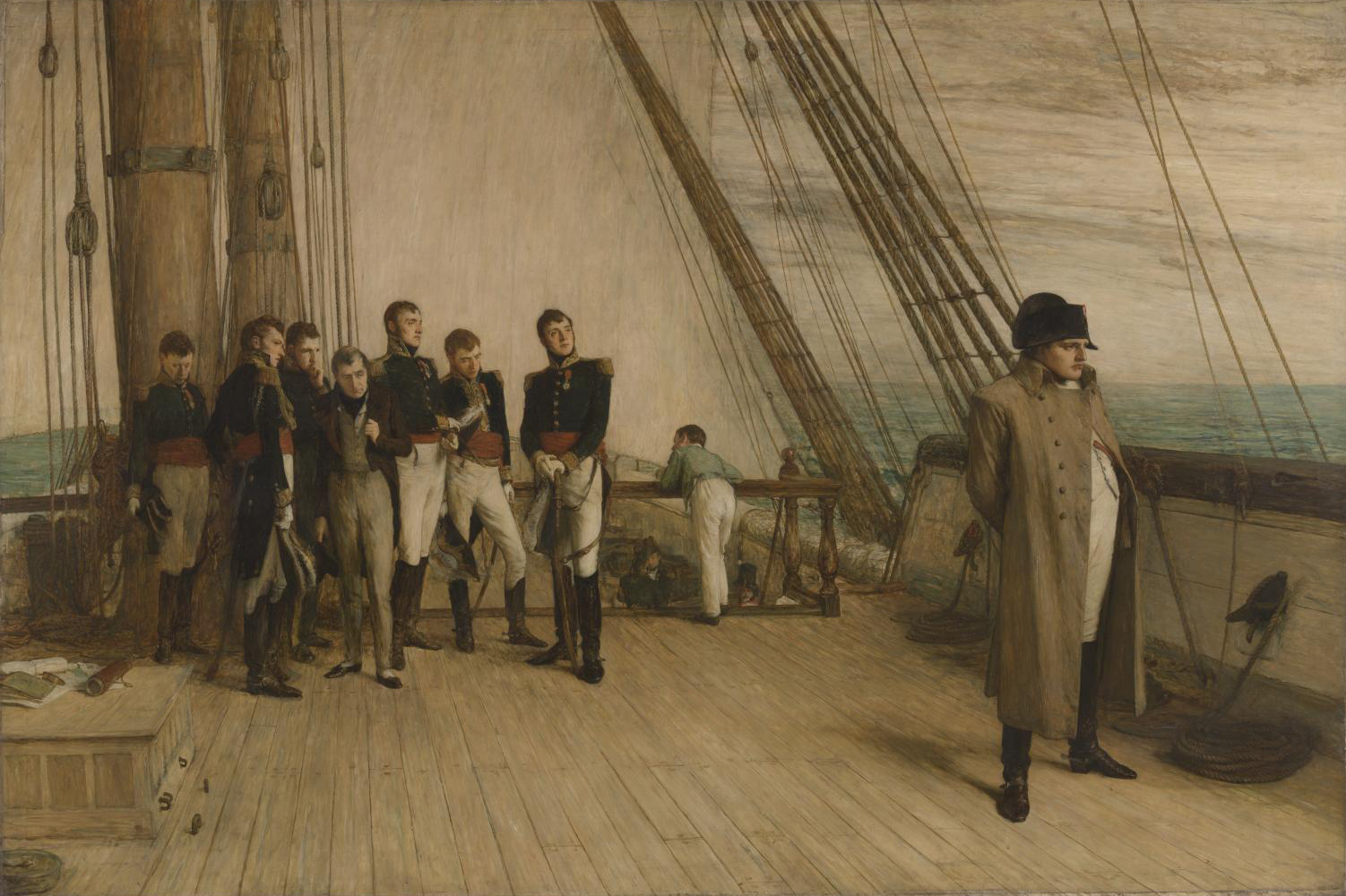
Napoléon à bord du Bellerophon, toile de William Quiller Orchardson (1880).

- 15 juillet : Napoléon Ier se rend aux Anglais et quitte la France depuis l'Île d'Aix pour son exil définitif à l'Île Sainte-Hélène[29].
- 30 juillet : départ de Kronstadt pour le Pacifique de l'expédition d’Otto von Kotzebue sur le Riourik[51].
- 7 août : pacte fédéral formant la Confédération des XXII cantons. Les républiques de Neuchâtel, du Valais et de Genève négocient leur entrée dans la Suisse en tant que cantons à part entière[52].
- 24 août : adoption de la Loi fondamentale du royaume des Pays-Bas[53]. Le roi Guillaume Ier des Pays-Bas accepte une constitution fondée sur le régime représentatif : une chambre est nommée par le roi, l’autre par les États provinciaux reconstitués selon leur forme ancienne.
- 24 septembre : le duc de Richelieu, un ancien émigré d'esprit modéré, devient premier ministre en France[54].
- 26 septembre : conclusion de la Sainte-Alliance entre la Russie, l’Autriche et la Prusse, qui fait du christianisme le principe fondateur de tout gouvernement[55].
- 6 novembre : ouverture de l'École polytechnique de Vienne dirigée jusqu’en 1850 par Johann Joseph von Prechtl (de)[56].
- 20 novembre : 
  - second traité de Paris ; occupation de la France, qui est ramenée à ses frontières de 1790[29].
  - Quadruple-Alliance entre l'Autriche, la Prusse, la Russie et le Royaume-Uni[55].
  - Pictet de Rochemont, un diplomate helvétique, rédige l’« Acte de reconnaissance de la neutralité perpétuelle de la Suisse » signé bientôt par tous les gouvernements d’Europe[57].
- 27 novembre (15 novembre du calendrier julien) : Alexandre Ier de Russie accorde au nouveau royaume de Pologne une constitution libérale mise au point par Czartoryski. Le royaume de Pologne est lié par une union personnelle à l’empire russe. Il dispose d’une diète élue, d’un gouvernement et d’une armée. Constantin, frère du tsar, devient général en chef de l'armée polonaise[58].
- 9 décembre : Józef Zajączek est nommé gouverneur du royaume du Congrès[59].
- 12 décembre : Konovnitsyne devient ministre de la Guerre en Russie (fin en 1819)[60].

- Troubles paysans dans les provinces de Poltava, de Koursk et d’Orenbourg en Russie[61].

## Naissances en 1815
- 12 janvier : Jean-Romary Grosjean, organiste, compositeur et éditeur français († 13 février 1888).
- 16 janvier : Henri Moisy, linguiste français († 1886).
- 25 janvier : Alexandre-Joseph Artot, violoniste et compositeur belge († 20 juillet 1845).
- 8 février : Auguste Lacaussade, poète français († 31 juillet 1897).
- 12 février : Federico de Madrazo, peintre espagnol († 11 juin 1894).
- 16 février : Wilhelm Sponneck, homme politique danois († 29 février 1888).
- 18 février : Henri Leys, peintre et graveur belge († 26 août 1869).
- 21 février : Jean-Louis-Ernest Meissonier, peintre français († 21 janvier 1891).
- 2 mars :
  - Maurice de Vaines, peintre français († 14 août 1872).
  - Jakob Dont, violoniste, pédagogue et compositeur autrichien († 17 novembre 1888).
- 5 mars : John Wentworth, homme politique américain († 16 octobre 1888).
- 6 mars : Jean Pezous, peintre français († 18 avril 1885).
- 7 mars : Léon Charles-Florent Moreaux, peintre français († 1er juin 1891).
- 11 mars : Anna Bochkoltz,  soprano, professeure de chant et compositrice († 24 décembre 1879).
- 14 mars : Josephine Caroline Lang, compositrice de lieds et chanteuse allemande († 2 décembre 1880).
- 15 mars : Dimitrije Avramović, peintre et écrivain serbe († 1er mars 1855).
- 26 mars : Eugène Quesnet, peintre français († 5 mai 1897).
- 29 mars : William Mactavish, représentant d'origine écossaise de la Compagnie de la Baie d'Hudson († 23 juillet 1870).
- 1er avril : Otto von Bismarck, chancelier de Prusse puis de l'Empire allemand († 30 juillet 1898).
- 3 avril : Henri Félix Emmanuel Philippoteaux, peintre d'histoire français († 8 novembre 1884).
- 8 avril : Andrew Graham, astronome irlandais († 5 novembre 1908).
- 10 avril : André Simiot, compositeur et auteur dramatique français († 2 décembre 1883).
- 22 avril : Wilhelm Peters, zoologiste et un explorateur allemand († 20 avril 1883).
- 24 avril : Vicente Fidel López, historien, avocat, juriste, universitaire et homme politique espagnol puis argentin († 30 août 1903).
- 28 avril : Karl von Blaas, peintre de genre et d'histoire autrichien († 19 mars 1894).
- 4 mai : Franz Adam, peintre et lithographe allemand († 30 septembre 1886).
- 6 mai : Eugène Labiche, dramaturge français († 22 janvier 1888).
- 14 mai : Domenico Induno, patriote et peintre italien († 5 novembre 1878).
- 18 mai : Catherine Gage, botaniste irlandaise († 14 février 1892).
- 20 mai :
  - Barthélemy Menn, peintre suisse († 10 octobre 1893).
  - Raymond Adolphe Séré de Rivières, militaire français surnommé Le Vauban du XIXe siècle († 16 février 1895).
  - Gustav von Mevissen, industriel et homme politique allemand († 13 août 1899).
- 25 mai : Moritz von Blanckenburg, homme politique prussien († 3 mars 1888).
- 26 mai : Léopold Loustau, peintre français († 4 juin 1894).
- 30 mai : Carlos Bello, écrivain et homme politique chilien († 26 octobre 1854).
- 9 juin : Alexandre von Kotzebue, peintre germano-balte né sujet de l'Empire russe († 24 août 1889).
- 12 juin :
  - Charles Fortin, peintre français († 19 octobre 1865).
  - Antoine Charles Hennequin de Villermont, homme politique, écrivain et historien belge († 9 février 1893).
- 16 juin : Julius Schrader, peintre allemand († 16 février 1900).
- 27 juin : Eugène Petitville, peintre et dessinateur français († 1869).
- 29 juin : Friedrich Albrecht zu Eulenburg, diplomate et homme politique prussien († 2 juin 1881).

- 4 juillet : Pavel Fedotov, peintre et dessinateur russe († 26 novembre 1852).
- 15 juillet : Jean-Achille Benouville, peintre français († 8 février 1891).
- 21 juillet : Amable Gabriel de La Foulhouze, peintre et journaliste français († 21 février 1887).
- 22 juillet : Robert Eberle, peintre allemand († 19 septembre 1860).
- 3 août : Jean-Marie Reignier, peintre français († 14 janvier 1886).
- 7 août : Alphonse Hippolyte Joseph Leveau, peintre français († 19 février 1871).
- 12 août : Dominique Papety, peintre français († 19 septembre 1849).
- 18 août : Auguste-Joseph Herlin, peintre français († 13 décembre 1900).
- 22 août : Jean Macé, enseignant et journaliste français († 13 décembre 1894).
- 1er septembre : Wilhelm Steuerwaldt, peintre allemand († 7 décembre 1871).
- 5 septembre : Karl Wilhelm, chef de chorale allemand, connu en tant que compositeur du chant patriotique Die Wacht am Rhein († 26 août 1873).
- 7 septembre : Chohachi Irie, plâtrier japonais († 8 octobre 1889).
- 16 septembre : Ernest Boulanger, compositeur français († 14 avril 1900).
- 26 septembre : Louis-Édouard Pie, cardinal français, évêque de Poitiers († 18 mai 1880).
- 29 septembre :
  - Andreas Achenbach, peintre allemand († 1er avril 1910).
  - Félix Thomas, architecte, peintre, graveur et sculpteur français († 5 avril 1875).
- 1er octobre : Marițica Bibescu, poétesse roumaine († 27 septembre 1859).
- 14 octobre : Guillaume d'Aspremont Lynden, homme politique belge († 6 septembre 1889).
- 28 octobre : Amédée Artus, chef d'orchestre et compositeur français († 26 mars 1892).
- 30 octobre : Alphonse Angelin, peintre français († 20 janvier 1907).
- 2 novembre : George Boole, logicien et mathématicien britannique, fondateur de la logique mathématique († 8 décembre 1864).
- 5 novembre : Zacarias de Góis e Vasconcelos, homme d'État et avocat brésilien († 29 décembre 1877).
- 7 novembre : Edward Steptoe, officier américain († 1er avril 1865).
- 9 novembre : Charles Louis Gratia, peintre et pastelliste français († 11 août 1911).
- 12 novembre : Elisabeth C. Stanton, militante féministe américaine († 26 octobre 1902).
- 13 novembre : Jacques-Eugène Feyen, photographe et peintre français († 24 juillet 1908).
- 17 novembre : Martin Nadaud, homme politique français († 28 décembre 1898).
- 6 décembre : Carlo Bossoli, peintre et lithographe suisse († 1er août 1884).
- 7 décembre :
  - Mauro Conconi, peintre italien († 14 mai 1860).
  - Alfred Quidant, compositeur français († 9 octobre 1893).
- 8 décembre : Adolph von Menzel, peintre allemand († 9 février 1905).
- 10 décembre :
  - Claudius Lavergne, peintre et critique d'art français († 31 décembre 1887).
  - Ada Lovelace, pionnière britannique de l'informatique († 27 novembre 1852).
- 21 décembre : Thomas Couture, peintre français († 30 mars 1879).
- 28 décembre : Charles Müller,  peintre français († 9 janvier 1892).
- Date inconnue :
  - Beniamino De Francesco, peintre paysagiste italien († 20 juillet 1869).
  - Carlos Luis de Ribera y Fieve, peintre espagnol († 14 avril 1891).
  - Mary Downing, poétesse irlandaise († 1881).
  - Pacifique-Henri Delaporte, diplomate français († 1877).
  - Philippe Rondé, peintre, dessinateur et illustrateur français († 26 août 1883).

## Décès en 1815
- 1er janvier : Charles François Gabriel Magnien de Chailly maître de forges français, capitaine au Régiment des Gardes françaises, un des acteurs de la journée du Serment du Jeu de paume en 1789 (° 4 mars 1732).
- 4 février : Jacob van Strij, peintre néerlandais (° 2 octobre 1756).
- 3 mars : Ruatara, chef maori de Nouvelle-Zélande (° v. 1787).
- 7 mars : Francesco Bartolozzi, graveur italien (° 21 septembre 1727).
- 25 mars : Louise-Julie-Constance de Brionne, seule femme ayant porté le titre de grand écuyer de France (° 5 mars 1734).
- 10 mai : Michel-Amable Berthelot Dartigny, avocat, juge, notaire et homme politique canadien (° 10 août 1738).
- 1er juin : Louis-Alexandre Berthier, maréchal de France (° 1753).
- 20 juin :
  - George Montagu, naturaliste britannique (° 1753).
  - Guillaume Philibert Duhesme, général de division français (° 7 juillet 1766).
- 27 juin : Jean-Baptiste Girard, militaire français, général et baron d'Empire (° 21 février 1775).
- 15 juillet : François d'Escherny, homme de lettres suisse (° 24 novembre 1733).
- 5 août : Nanine Vallain, peintre française (° 1767).
- 19 août : Charles de La Bédoyère, militaire français (° 17 avril 1786).
- 9 septembre : John Singleton Copley, peintre américain (° 9 juillet 1738).
- 17 septembre : Ferdinand-Marie Delvaux, peintre français d'origine flamande (° 13 juillet 1782).
- 8 octobre : Louis-Auguste Brun, peintre paysagiste, animalier et portraitiste suisse (° 3 octobre 1758).
- 13 octobre : Joachim Murat, maréchal de France (° 25 mars 1767).
- 18 octobre : Claude Alexis Cochard, juriste et homme politique français, député du tiers état aux États généraux de 1789 (° 1er mai 1743).
- 9 novembre : Giuseppe Bossi, peintre et écrivain italien (° 11 août 1777).
- 7 décembre : Michel Ney, prince de la Moskowa et maréchal d’Empire (° 10 janvier 1769).
- 19 décembre : Benjamin Smith Barton, botaniste américain (° 10 février 1766).
- 22 décembre : José Maria Morelos y Pavon, religieux et indépendantiste mexicain, (° 30 septembre 1765).
- 29 décembre : Sawtche, surnommée la Vénus Hottentote, esclave khoïkhoï (° vers 1789).
- Date inconnue :
  - Eustație Altini, peintre moldave (° vers 1772).
  - Carlo Alberto Baratta, peintre italien (° 16 octobre 1754).
  - Hipólito Vieytes, homme d’affaires, homme politique et militaire espagnol (° 1762).